# Bloodsucking Rose
Pour plus de détails, voir Fiche technique et Distribution.
Bloodsucking Rose (血を吸う薔薇, Chi o sū bara) est un film japonais réalisé par Michio Yamamoto, sorti en 1974.

## Synopsis
Le professeur Shiraki est engagé dans une école pour filles, isolée au cœur d'une région entourée de montagnes. À son arrivée, il est reçu par le directeur de l'école qui lui apprend sans réserve que sa femme est décédée dans un accident. Pour l'instant, son corps est toujours conservé dans la cave. C'est une coutume locale qui exprime l'espoir des vivants à voir leurs morts revenir à la vie. Peu de temps après, le professeur apprend que des jeunes filles disparaissent chaque année. D'autres sont retrouvées, sans vie, une étrange morsure sur le corps. Cherchant de l'aide et des réponses autour de lui, Shiraki s'aperçoit que le campus sert de refuge à de nombreux vampires...

## Fiche technique
- Titre : Bloodsucking Rose
- Titre original : 血を吸う薔薇 (Chi o sū bara)
- Réalisation : Michio Yamamoto
- Scénario : Ei Ogawa et Masaru Takesue
- Production : Fumio Tanaka
- Musique : Riichiro Manabe
- Photographie : Kazutami Hara
- Montage : Michiko Ikeda
- Décors : Kazuo Satsuya
- Pays d'origine :  Japon
- Format : Couleurs - 2,35:1 - Mono - 35 mm
- Genre : Horreur et fantastique
- Durée : 87 minutes
- Dates de sortie :
  -  Japon : 20 juillet 1974

## Distribution
- Toshio Kurosawa : le professeur Shiraki
- Kunie Tanaka : docteur Shimomura
- Katsuhiko Sasaki : le professeur Yoshi
- Shin Kishida : le directeur de l'école
- Mariko Mochizuki : Kumi
- Mio Ohta
- Mika Katsuragi
- Keiko Aramaki
- Yūnosuke Itō

## Autour du film
- Le film fait suite aux Bloodsucking Doll et Bloodsucking Eyes, tous deux déjà réalisés par Michio Yamamoto en 1970 et 1971.